# Броадхёрст, Алекс
Алекс Броадхёрст (англ. Alex Broadhurst, род. 7 марта 1993) — американский профессиональный хоккеист-нападающий, который в настоящее время играет за хабаровский «Амур» в Континентальной хоккейной лиге (КХЛ).
Ранее он выступал за «Коламбус Блю Джекетс» в Национальной хоккейной лиге (НХЛ).

## Игровая карьера
Броадхёрст был задрафтован «Чикаго Блэкхокс» под общим 199-м номером в 7-м раунде драфта НХЛ 2011 года. Он отыграл два сезона за «Грин Бэй Гэмблерс» в Хоккейной лиге США (USHL) и один за «Лондон Найтс» в Хоккейной лиге Онтарио (OHL). 24 апреля 2012 года Броадхёрст оформил в меньшинстве хет-трик в победном матче (6-3) с «Янгстаун Фантомс» в игре номер 3 полуфинальной серии Восточной конференции. Это был первый хет-трик в истории USHL, все голы которого были проведены в меньшинстве.
14 июня 2013 года подписал с «Блэкхокс» трёхлетний контракт новичка. В сентябре того же года был отправлен в фарм-клуб «Рокфорд Айсхогс», в котором продолжил карьеру.
30 июня 2015 года вместе с Брэндоном Саадом был обменян в «Коламбус Блю Джекетс» на 4 игроков и право выбора в 4-м раунде на драфте НХЛ 2016 года. В течение трёх сезонов Броадхёрст играл за фарм-клуб «Кливленд Монстерз», сыграв в 2018 году в НХЛ только 2 матча. 
25 февраля 2019 года был обменян в «Виннипег Джетс».
14 августа 2019 года подписал однолетний контракт с «Сан-Диего Галлз», фарм-клубом «Анахайма».
В июне 2020 года покинул Северную Америку и отправился в Финляндию, где подписал однолетний контракт с клубом ХИФК. В составе клуба ХИФК он отыграл два сезона, зарабатывая за сезон более 30 очков.
23 июня 2022 года Броадхёрст переехал в Россию и подписал контракт с омским «Авангардом». В составе «ястребов» он сыграл 67 матчей в регулярном чемпионате КХЛ и заработал 30 очков.
15 мая 2023 года в качестве свободного агента подписал однолетний контракт с хабаровским «Амуром».